# Jonathan Holt (Schiff, 1938)
Die Jonathan Holt war ein englischer Frachtdampfer, der 1941 von einem deutschen U-Boot versenkt wurde.
Die Jonathan Holt wurde von der Werft Cammell, Laird & Company in Birkenhead für die Reederei  „John Holt & Co. (Liverpool) Ltd.“ erbaut und im September 1938 in Dienst gestellt. Das Schiff war mit 4.973 Bruttoregistertonnen vermessen.
Die Jonathan Holt fuhr am 21. Februar 1941 in Liverpool mit Ziel Westafrika ab. Die Route sollte über Takoradi, Accra und Lagos nach Douala führen. Der Frachter hatte Stückgut und zwölf Passagiere an Bord, dazu 45 Crewmitglieder. Kapitän war William Stephenson.
Das Schiff fuhr im Geleitzug OB 289, drei weitere Geleitzüge (OB 287, 288 und OB 290) waren jeweils zwei Tage zuvor und danach von Liverpool aus gestartet. Die Route verlief zunächst durch die irische See nach Norden. Über das Seegebiet zwischen den Färöer-Inseln und Island sollte eine weit westlich gelegene Route nach Süden erreicht werden, um das Operationsgebiet deutscher Fernbomber und küstennah operierender U-Boote zu umgehen. Der vorauslaufende Konvoi OB 288 mit 46 Schiffen erhielt am 21. Februar eine erste U-Boot Warnung. Am Morgen des 22. Februars wurde der Geleitzug aus der Luft bombardiert. Am 23. Februar verließen die eskortierenden drei Zerstörer und eine Korvette den Konvoi. In der Nacht auf den 24. Februar gingen neun Schiffe durch fünf U-Boote verloren.
Zu dieser Zeit befand sich OB 289 mit 25 Schiffen 130 Seemeilen südwestlich der Färöer-Inseln und etwa 270 Seemeilen vom angegriffenen Geleitzug OB 288 entfernt. U 552 unter Kapitänleutnant Erich Topp sichtete am 23. Februar den Konvoi und holte U 95, U 97 und U 108 heran. U 97 unter Oberleutnant zur See Udo Heilmann, auf seiner ersten Feindfahrt von Kiel nach Lorient (18. Februar bis 7. März 1941), versenkte kurz nach Mitternacht in drei Anläufen die Frachter Mansepool (4.894 BRT) und Jonathan Holt sowie den Tanker British Gunner (6.894 BRT). Von der Mansepool wurden alle 44 Besatzungsmitglieder gerettet, von der British Gunner starben drei von 44. Die Verluste von der Jonathan Holt waren demgegenüber außerordentlich hoch: Es starben 51 Menschen, darunter der Archäologe Joseph Hackin und seine Frau Marie sowie der britische Reiseschriftsteller Robert Byron.
Die Begleitkorvette Petunia und das Geleit-Rettungsschiff Copeland konnten nur sechs Überlebende aus dem Wasser bergen. Der Bericht des Überlebenden Seemanns Stanley Candlish gibt einen Einblick in das Geschehen. Als besondere Tragik erscheint, dass von 34 Schiffen, die im Jahre 1941 auf der Ost-West-Route Liverpool – Halifax versenkt wurden, 23 Schiffe der Geleitzuggruppe OB 287–290 angehörten.